# Wangfujing

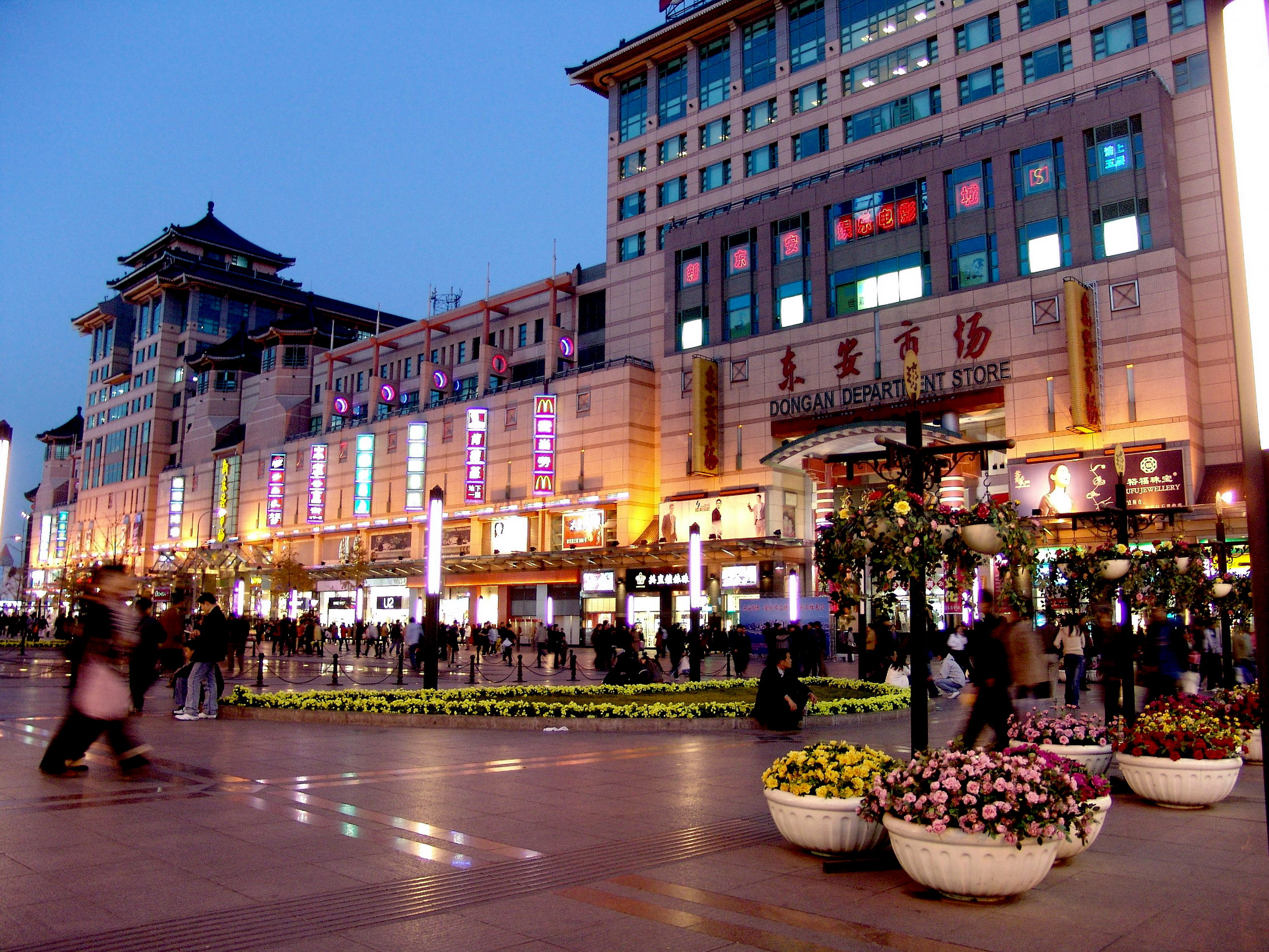
Centrum handlowe Sundong’an

Wangfujing (chiń. 王府井; pinyin Wángfǔjǐng) – jedna z głównych ulic handlowych w Pekinie.

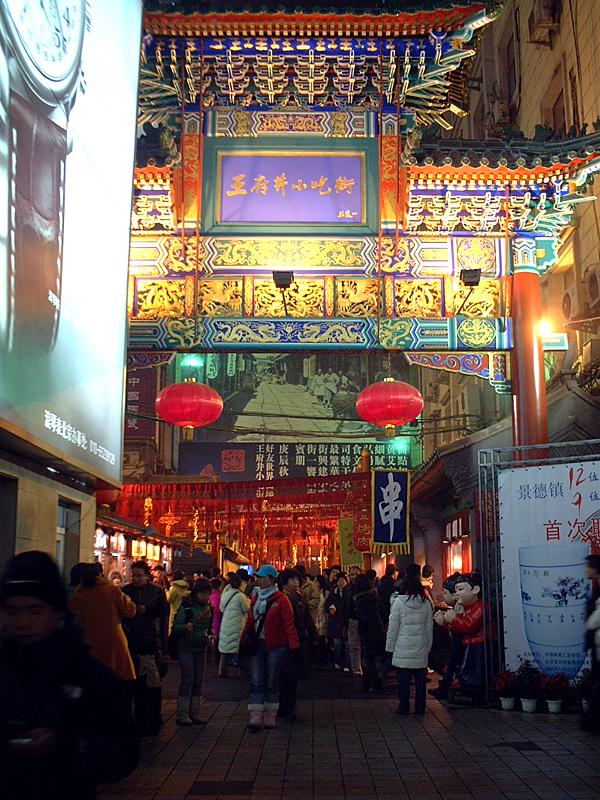
Ruch na Wangfujing trwa również nocą

## Historia[1]
Ulica powstała w 1903, gdy przeniesiono tu stragany znajdujące się przy wschodniej bramie Zakazanego Miasta. Wcześniej znajdował się w tym miejscu plac ćwiczeń wojskowych. Nowa ulica szybko zamieniła się w centrum kulturalne, pojawili się wędrowni aktorzy, śpiewacy i akrobaci. Miejsce straganów zajęły stałe sklepy, handlujące także towarami luksusowymi (jedwab, antyki). Wybudowano teatr, cyrk i wiele restauracji. Utworzono towarzyszący ulicy rynek, który otrzymał nazwę Rynek Wschodniego Spokoju (东安市场, Dong’an shichang).
Po 1949 rynek i cała ulica Wangfujing zostały odrestaurowane. Nad rynkiem wybudowano zadaszenie, a sklepy zostały uporządkowane według branż. Pojawiły się nowe sklepy o poszerzonym asortymencie, zaś ulica stała się głównym miejscem uczęszczanym przez odwiedzających Pekin cudzoziemców. W latach 50. na Wangfujing wybudowano pierwszy nowoczesny dom towarowy Baihuodalou.
Kresem świetności Wangfujing były czasy rewolucji kulturalnej. Z przemianowanego na Rynek Wschodniego Wiatru (东风市场, Dongfeng shichang) rynku usunięto większość sklepów, zwłaszcza te handlujące uznanymi za "burżuazyjne" antykami, porcelaną czy biżuterią, zamknięto też "staroświeckie" stragany z obrazami, latarniami i latawcami.
Po 1978 ulica została odrestaurowana, straciła jednak status głównego miejskiego punktu handlowego, na co wpłynęły głównie likwidacja rynku i księgarni agencji Xinhua. Dużą część klienteli Wangfujing zabrały pobudowane w Pekinie nowoczesne domy towarowe i supermarkety. Na samej Wangfujing pojawiły się nowe obiekty, np. bary McDonald’s.

## Opis

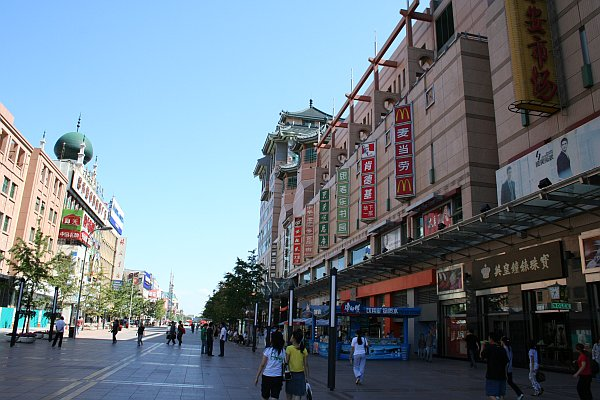
Wangfujing

Ulica jest wyłączona z ruchu kołowego i ma charakter deptaku. Przy obydwu jej krańcach znajduje się stacja metra.
Głównymi obiektami na Wangfujing są dwa wielkie centra handlowe. Na północnym krańcu ulicy jest to sześciopiętrowy pawilon Sundong’an z butikami, kawiarniami, restauracjami, kinem oraz dużym sklepem elektronicznym. Przy południowym krańcu Wangfujing wznosi się natomiast składający się z kilku dwupiętrowych budynków Oriental Plaza, będący jednym z największych centrów handlowych w Azji. Oprócz części handlowej znajdują się tam również kino, restauracje i kawiarnie, centrum komputerowe Apple Inc., salon Audi, banki i centrum Sony. Obok Oriental Plaza usytuowany jest także 6-piętrowy budynek, mieszczący jedną z największych w Pekinie księgarń. 
Wzdłuż mierzącej 810 metrów długości ulicy znajduje się ponad 200 różnych obiektów handlowych – sklepy, punkty z pamiątkami i bary z tradycyjnym chińskim jedzeniem. Latem pojawiają się również ogródki kawiarniane. Wzmożony ruch na Wangfujing trwa także nocą; ulicę rozświetlają wówczas liczne neony.
Przy Wangfujing znajduje się kilka luksusowych hoteli, a także katolicki kościół św. Józefa.